# Las galaxias nos miran
Las galaxias nos miran es el decimocuarto álbum solista del músico argentino Piero. Fue publicado en noviembre de 1986, poco antes de que el artista abandonara la música de protesta por un tiempo para fundar una granja ecológica cerca de Campana, junto a adolescentes de familias humildes.
Fue grabado entre el 24 de julio y el 1 de octubre de 1986 en los New Rivers Studios de Fort Lauderdale, Florida, Estados Unidos, con excepción de las canciones "El soldado Aubert" y "El otro, lo llamaban".
Hasta mayo de 2017, el material permanece descatalogado.

## Historia
Como gran parte de la discografía de Piero, "Las galaxias nos miran" tiene letras con un fuerte contenido social y político, y una ecléctica mezcla de estilos musicales que van desde el pop rock hasta el folklore ("El soldado Aubert") y el tango ("El otro (se llamaba)").
La mayor parte del álbum fue grabada en los New Rivers Studios de Fort Lauderdale, Florida, en los Estados Unidos, con la excepción de las canciones "El soldado Aubert" y "El otro, lo llamaban". La primera es una especie de chamamé que narra la historia de un conscripto durante la Guerra de Malvinas, cuenta con la participación estelar de Teresa Parodi y se terminó de grabar en los estudios Panda de Buenos Aires el 3 de septiembre de 1986. "El otro, lo llamaban" es un tango con arreglos de Leopoldo Federico que se grabó en los estudios Panda el 14 de septiembre de 1986.
En la contratapa del LP original puede leerse un extenso texto escrito por Piero y José, autores de todos los temas y productores ejecutivos del disco, que finaliza diciendo: «"Las Galaxias nos miran" constituyen (sic) a nuestro entender un trabajo sin claudicaciones. En este caso intentamos apostar por la vida, con sus penas y sus glorias. La vida es hoy para nosotros vertiente, mejor dicho la mirada posible. No hay vida ni libertad sin memoria, pero tampoco hay vida si nos instalamos despiadadamente en la violencia. Como dice una de las canciones: "la vida hermano se defiende con la vida"». 

## Lista de canciones
Todos los temas con letra de José y música de Piero.
| N.º | Título                          |
| --- | ------------------------------- |
| 1.  | La gaviota y el hombre          |
| 2.  | América es así, loca y terrible |
| 3.  | Gary Cooper                     |
| 4.  | Yo canto, canto, siempre canto  |
| 5.  | Como amantes o bandidos         |
| 6.  | El soldado Aubert               |
| 7.  | Carta abierta a Ronald y Mijail |
| 8.  | El otro, lo llamaban            |

## Personal
- Piero: voz, guitarra
- Jorge A. Casas: bajo
- Orlando Hernández: percusión
- Néstor Gómez: guitarra
- John Defaria: guitarra
- Tem Devine: arreglos (teclados y sintetizadores)
- Ted Stein: ingeniero de sonido
- Dave Barton, Teresa Verplanck: asistentes de sonido
- Giacomo Tosti: productor artístico

### Artistas invitados
- Gustavo Santaolalla: guitarras y arreglos rítmicos
- Teresa Parodi: voz en "El soldado Aubert"
- Néstor Acuña: bandoneón en "El soldado Aubert"
- Ulises Bastanzio: violín en "El soldado Aubert"
- Leopoldo Federico: arreglos y bandoneón en "El otro, lo llamaban"
- Antonio Agri: violín en "El otro, lo llamaban"
- José Colángelo: piano en "El otro, lo llamaban"
- Horacio Cabarcos: contrabajo en "El otro, lo llamaban"[2]